# Gregorio Gómez
Gregorio Gómez Álvarez (Tepatitlán, 29 de dezembro de 1921 – 11 de junho de 1988) foi um futebolista mexicano que atuava como defensor.

## Carreira
Gregorio Gómez fez parte do elenco da Seleção Mexicana de Futebol, na Copa de 1950.